# 스위트 보이스
《스위트 보이스》(영어: Dummy)는 2002년 개봉한 미국의 로맨틱 코미디 드라마 영화이다. 에이드리언 브로디가 복화술사가 된 후 새로운 재능을 통해 사랑을 쟁취하고자 고군분투하는 전직 회사원 역을 맡았다. 그 외에 밀라 요보비치, 일리아나 더글러스, 비라 파미가, 제시카 월터, 론 리브먼, 재러드 해리스 등이 출연하였다. 2002년 2월 21일 아메리칸 필름 마켓에서 전 세계 최초로 상영되었으며, 2003년 9월 12일에 제한적으로 극장 개봉되었다.

## 줄거리
실직 후 자기 표현에 어려움을 겪던 스티븐은 우연히 복화술에 재능이 있음을 발견한다. 그는 인생의 돌파구를 찾으며 펑크 록 가수를 꿈꾸는 절친 패니와 함께 방황한다. 그러던 중 패니는 클레즈메르 음악에 매력을 느끼고 공연 기회를 잡게 된다. 스티븐은 복화술 인형을 통해 그의 사회 문제를 극복할 수 있다는 사실을 깨닫고, 인형을 이용해 로레나라는 여성에게 호감을 얻으려 노력한다.

## 출연진
- 에이드리언 브로디 - 스티븐 쇼이켓 역
- 밀라 요보비치 - 팬고라 “패니” 거클 역
- 일리아나 더글러스 - 하이디 쇼이켓 역
- 비라 파미가 - 로레나 판케티 역
- 제시카 월터 - 펀 쇼이켓 역
- 론 리브먼 - 루 쇼이켓 역
- 재러드 해리스 - 마이클 폴리커 역
- 애덤 러페브러 - 공연 연출가 역
- 에드워드 히버트 - 실직한 배우 역